# Non lo so
Non lo so è un singolo del cantante italiano Max Pezzali, estratto dall'edizione New Mission 2016 del suo sesto album in studio Astronave Max e pubblicato il 9 settembre 2016.

## Il brano
È uno dei due brani inediti (insieme a Due anime) di Astronave Max - New Mission 2016, nuova versione dell'album Astronave Max pubblicata nel 2016. Il brano era stato escluso dalla prima edizione dell'album perché non c’era stato il tempo materiale per sistemarlo in occasione della pubblicazione di Astronave Max nel 2015. Lo stesso Pezzali intervistato a proposito di questa riedizione ha detto:

## Video musicale
Il video ufficiale del brano, pubblicato lo stesso giorno del singolo, è stato diretto da Gianluca "Calu" Montesano e vede come protagonisti Marco Ticli ed Elisa Bazzocchi, due ballerini acrobatici conosciuti da Montesano sul palco di Italia's Got Talent, che vivono la loro passione sulle note della ballata di Pezzali.
Il video è stato registrato a Milano il 14 luglio 2016 nel corso del concerto di Max Pezzali alla Summer Arena di Assago, che fa da sfondo alla storia d’amore di Marco ed Elisa.
Il 3 novembre 2016 è stato pubblicato anche uno speciale "Karaoke Lyric Video" del brano, in cui i protagonisti sono i fan di Max Pezzali presenti alla Summer Arena di Assago sempre in occasione dello stesso concerto del 14 luglio 2016.

## Tracce
Testi e musiche di Max Pezzali, Sergio Vallarino e Luca Silvio Zanchin.
1. Non lo so – 4:12

## Formazione
- Max Pezzali – voce
- Davide Ferrario – pianoforte, tastiera, sintetizzatore, percussioni
- Giorgio Mastrocola – chitarra acustica
- Luca Serpenti – basso
- Sergio Carnevale – batteria
- Zibba – cori

## Classifiche
| Classifica (2016)         | Posizione massima |
| ------------------------- | ----------------- |
| Italia (airplay italiane) | 30                |